# Вулька-Пшибуєвська
Вулька-Пшибуєвська (пол. Wólka Przybójewska) — село в Польщі, у гміні Червінськ-над-Віслою Плонського повіту Мазовецького воєводства.
Населення — 367 осіб (2011).
У 1975-1998 роках село належало до Плоцького воєводства.

## Демографія
Демографічна структура станом на 31 березня 2011 року:
|          | Загалом | Допрацездатний вік | Працездатний вік | Постпрацездатний вік |
| -------- | ------- | ------------------ | ---------------- | -------------------- |
| Чоловіки | 183     | 48                 | 105              | 30                   |
| Жінки    | 184     | 49                 | 98               | 37                   |
| Разом    | 367     | 97                 | 203              | 67                   |